# Brachymeria menoni
Brachymeria menoni är en stekelart som beskrevs av Joseph, Narendran och Joy 1972. Brachymeria menoni ingår i släktet Brachymeria och familjen bredlårsteklar. Inga underarter finns listade.